# جرج استابز
جرج استابز انگلیسی: George Stubbs) (زاده ۲۵ اوت ۱۷۲۴ در لیورپول – درگذشته ۱۰ ژوئیه ۱۸۰۶ در لندن) نقاش جانوران اهل انگلستان سده هجدهم میلادی بود. او که به «نقاش اسب‌ها» معروف شده بود، به خاطر دقت و ظرافتش در جزئیات کارهایش بسیار نامدار بود. نقاشی‌های او از اسب‌ها بسیار نامدار هستند و نمایانگر شناخت عالی او از ظاهر اسب هستند.

## نگارخانه

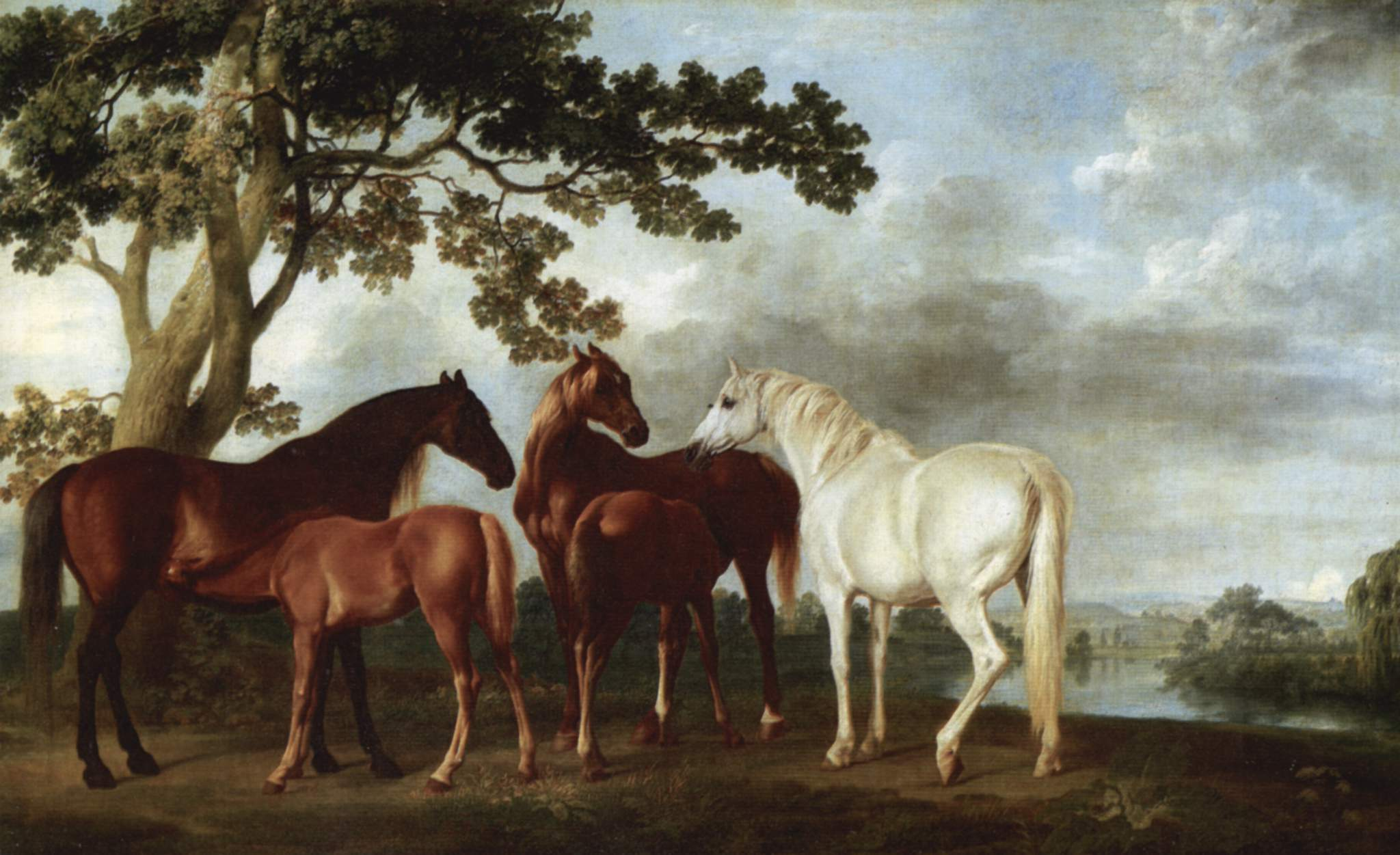
مادیان و کره‌ها در دشتزار، ۱۷۶۸-۱۷۶۳
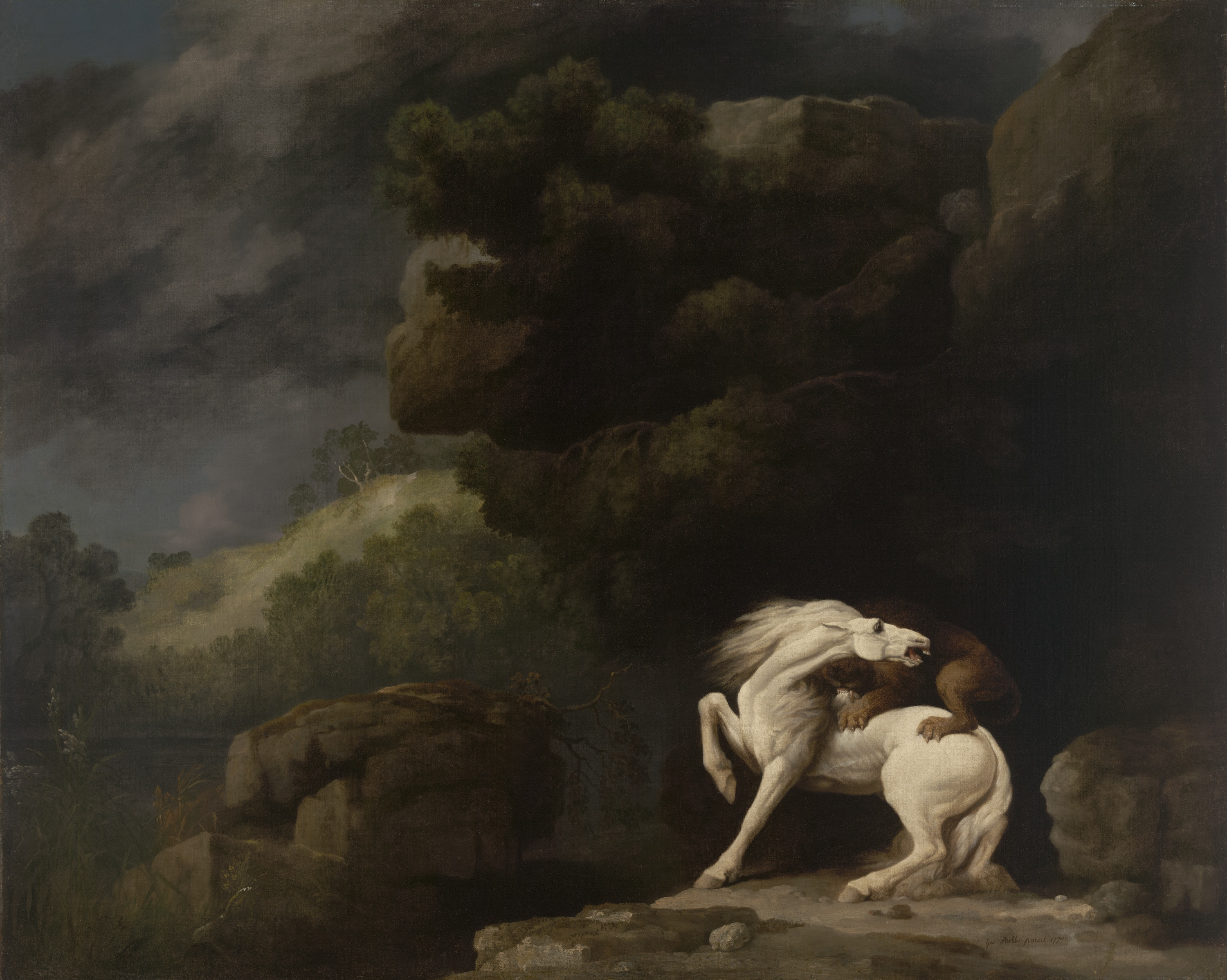
شیری در حال حمله به اسب، رنگ روغن، ۱۷۷۰
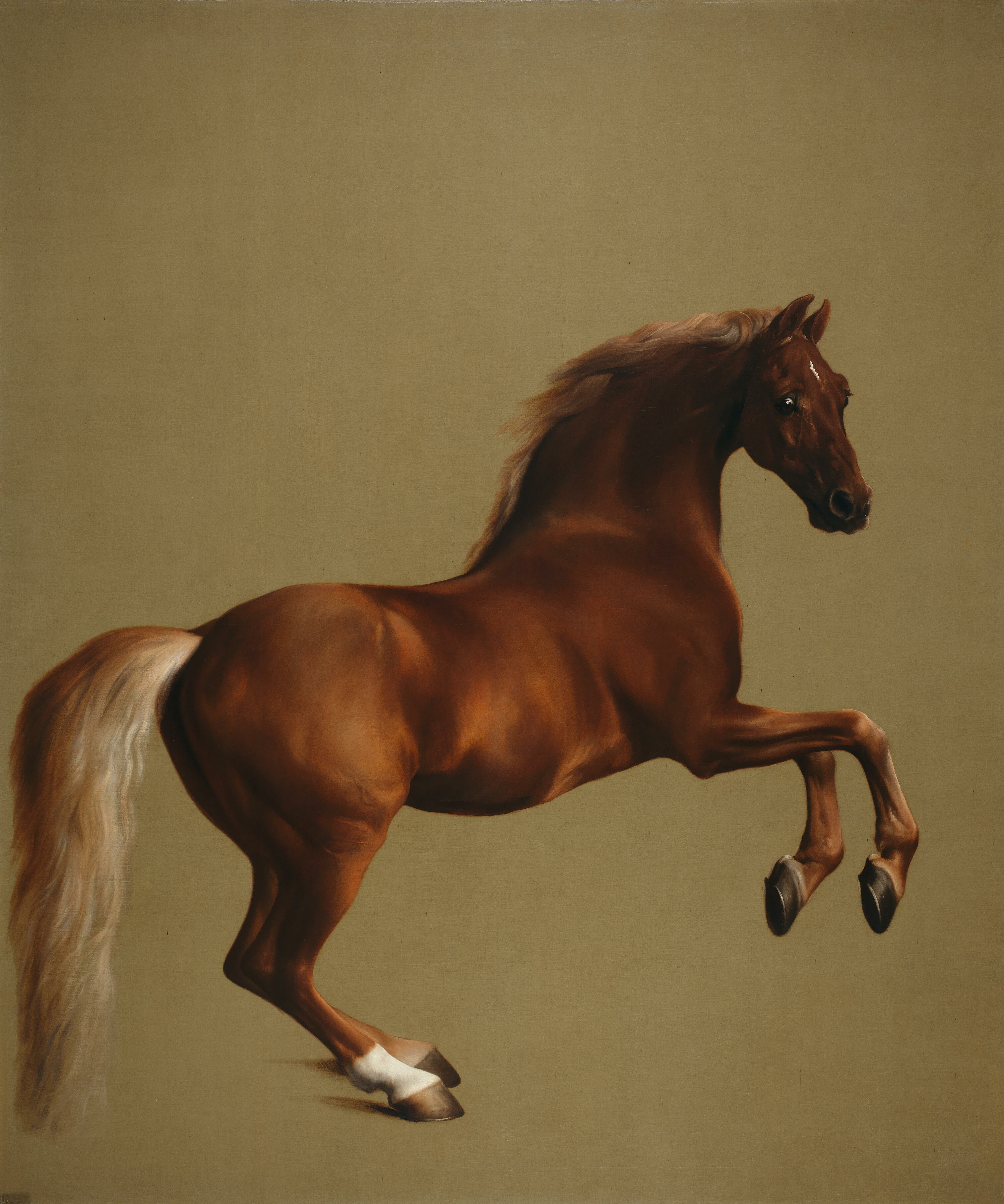
نقاشی رنگ روغن از یک اسب کهر در گالری ملی لندن